# Linnéa Borbye
Linnéa Louise Borbye (født 15. marts 2001) er en dansk/svensk fodboldspiller, der spiller angreb for Brøndby IF i den bedste danske kvindelige række Gjensidige Kvindeliga. Hun har tidligere også optrådt for både Danmarks U/16-, U/19 og U23-landshold.

## Karriere
Borbye startede sin første tid af karrieren i fodboldklubben Sundby Boldklub, hvor hun spillede med piger de første år. Da hun var U14-U15 spiller spillede hun både på klubbens drenge- og pigehold. Her blev kernen af Linnéas fodboldspil skabt ved at være en del af Sundbys akademi.
Dernæst startede hun på Barcelona Training Academy hos U15 Drenge, hvor hun spillede på holdet til og med U17. Derefter flyttede hun til FC Nordsjælland hvor hun spillede både for klubbens U18-hold og var med til at rykke seniorholdet op i Gjensidige Kvindeliga. Linnéa blev på holdet et år i Gjensidige Kvindeliga. 
I juli 2020, skiftede hun til 1. divisionsklubben B.93, efter to år i FC Nordsjælland, hvor hun optrådte i ligaens kvalifikationsrunde.
I juli 2022 skiftede Linnéa tilbage til barndomsklubben Sundby Boldklub, som havde kvalificeret sig til Gjensidige Kvindeliga. Linnéa optrådte i alle kampe for holdet i efteråret. 
I januar 2023 skrev Linnéa kontrakt med Brøndby IF, som løber til sommeren 2023. 